# Push the Beat for This Jam
A Push the Beat for This Jam a Scooter második válogatásalbuma. Háromféle változatban ismeretes: az eredeti az 1998-2002 közötti időszak kislemezeit tartalmazza, a második CD-n a B-oldalas számokkal (Second Chapter), a második Nagy-Britanniában és Ausztráliában jelent meg, ezen az 1994-2002 közti kislemezek hallhatóak. A harmadik válogatás Amerikában jelent meg, hasonló jelleggel, Best Of Scooter alcímmel.

## Eredeti változat (The Second Chapter)

### CD1
Az első lemezen az időszak kislemezei voltak hallhatóak időben csökkenő sorrendben, majd a B-oldalak, növekvő sorrendben.
1. Ramp! (The Logical Song)
2. Aiii Shot the DJ
3. Posse (I Need You on the Floor)
4. She’s the Sun
5. I’m Your Pusher
6. Fuck The Millennium
7. Faster Harder Scooter
8. Call Me Mañana
9. We Are the Greatest
10. I Was Made For Lovin’ You
11. How Much Is the Fish?
12. Sputnik
13. Greatest Beats
14. Bramfeld
15. Monolake
16. New Year’s Day
17. Firth Of Forth
18. Sunrise (Ratty’s Inferno)
19. Siberia

### CD2
Az első négy szám új szerzemény. A "Habanera" a tervezett, de végül kiadatlan kislemez instrumentális verziója - melyet az Always Hardcore könyv szerint Jens tiltatott le, mert "túl kemény" volt, helyette dobták össze egy pár nap alatt a Ramp-et. A "No Pain, No Gain" feltételezhetően ennek a kiadatlan kislemeznek lett volna a B-oldala, míg a "Loud and Clear" egy új szám volt, amiben a "Habanera" dalszövege kapott helyet, jelentős módosításokkal. Az "Am Fenster"  már korábbról is ismert volt, a limitált kiadású "We Bring The Noise!" album bónuszdala volt. A remixek mellett koncertfelvételek is helyet kaptak a lemezen, ezek Lengyelországban készültek Katowicében, Varsóban és Kielcében, 2001 novemberében.
1. Habanera
2. No Pain No Gain
3. Loud And Clear
4. Am Fenster
5. Ramp! (Club Mix)
6. I’m Your Pusher (Airscape Mix)
7. Faster Harder Scooter (Signum Mix)
8. Ramp! (Starsplash Mix)
9. Posse (Live)
10. Faster Harder Scooter (Live)
11. I Shot the DJ (Live)
12. Call Me Mañana (Live)
13. How Much Is the Fish? (Live)

## Válogatáslemez (The Singles 1994-2002)
Nagy-Britanniában a „Ramp!” sikerét követően jelent meg ez az album, de teljesen más összetételben. Ugyanis míg a normál kiadvány a Second Chapterre koncentrált, addig ez kizárólag az első 19 kislemezt tartalmazza, időrendi sorrendben - köztük a Nessaját is. A lemez aranylemez lett, és a hatodik helyen tetőzött az eladási listán. Ez volt a Scooter első nagy virágzásának időszaka a Brit-szigeteken.
1. Hyper Hyper
2. Move Your Ass!
3. Friends
4. Endless Summer
5. Back in the UK
6. Let Me Be Your Valentine
7. Rebel Yell
8. I’m Raving
9. How Much Is the Fish?
10. Fire
11. The Age of Love
12. No Fate
13. Ramp! (The Logical Song)
14. Posse (I Need You on the Floor)
15. Call Me Mañana
16. Fuck The Millennium
17. Aiii Shot the DJ
18. Faster Harder Scooter
19. Nessaja

## Amerikai kiadás (Pushing The Beat)
Ez az egylemezes kiadvány már 2002 szeptemberében jelent meg, és nagyrészt az előző kettő egyvelegének fogható fel. Paradox módon Axel arcképe szerepel az albumon, noha ő ekkor már nem volt a zenekar tagja. Néhány kislemezt lehagytak a Second Chapter időszakából, de a B-oldalak rajta vannak, emellett a Nessaja is felkerült.
1. Nessaja
2. Aiii Shot The DJ
3. Posse (I Need You On The Floor)
4. I'm Your Pusher
5. Fuck The Millennium
6. Faster Harder Scooter
7. Call Me Mañana
8. We Are The Greatest
9. How Much Is The Fish?
10. Greatest Beats
11. New Year's Day
12. Sunrise (Ratty's Inferno)
13. Habanera (Big Room Mix)
14. No Pain, No Gain
15. Loud And Clear
16. Monolake
17. Firth Of Forth
18. Ramp! (The Logical Song)

## Feldolgozások, sample-átvételek
Azok a számok, melyek addig nem jelentek meg más kiadványon:
- Ramp! (The Logical Song): Supertramp - The Logical Song
- Siberia: Marcus Viana - Hino Ao Sol
- No Pain, No Gain: Echo & The Bunnyman - The Cutter
- Habanera: George Bizet - Habanera